# Comuna Perșotravneve, Zinkiv
Perșotravneve (în ucraineană Першотравневе) este o comună în raionul Zinkiv, regiunea Poltava, Ucraina, formată din satele Hrapaciv Iar, Kilocikî, Kruhle, Perșotravneve (reședința), Șenhariivka, Svicikarivșciîna și Velîka Pojarnea.

## Demografie
Componența lingvistică a comunei Perșotravneve
     Ucraineană (99,32%)
     Alte limbi (0,58%)
Conform recensământului din 2001, majoritatea populației comunei Perșotravneve era vorbitoare de ucraineană (99,32%), existând în minoritate și vorbitori de alte limbi.